# Aucklandska mestna hiša
Aucklandska mestna hiša je edvardijanska stavba na Queen Street v centru Aucklanda, Nova Zelandija, znana tako po svoji prvotni in trenutni uporabi za upravne funkcije (kot so sestanki Sveta in zaslišanja), kot tudi po znameniti Veliki dvorani in ločeni koncertni dvorani. Mestna hiša v Aucklandu in njen okoliški prostor sta v načrtu okrožja Auckland visoko zaščitena kot dediščina kategorije A.

## Zgodovina

### Stavba
Že leta 1872 so obstajali načrti za izgradnjo mestne hiše za mesto Auckland. Vogal Grays Avenue in Queen Street je bil izbran za lokacijo leta 1880, vogal pa je bil zahtevan z uradnim aktom parlamenta, Auckland Reserves Exchange and Change of Trust Act 1881. Območje se je izkazalo za premajhno, zato je občinska vlada leta 1883 kupila sosednje nepremičnine. Leta 1908 je bil izveden natečaj za načrtovanje stavbe, na katerem sta zmagala arhitekta iz Melbourna JJ & EJ Clark.
Gradnja se je začela po tem, ko je 24. februarja 1909 župan Arthur Myers položil temeljni kamen, stavbo pa je 14. decembra 1911 uradno odprl lord Islington, guverner Nove Zelandije. Stavba je ena najvidnejših stavb dediščine na Queen Street. Gradnja je stala 126.000 funtov (približno 21 milijonov dolarjev leta 2017), stavba je bila zgrajena iz apnenca Oamaru, z osnovo iz melbournskega modrega kamna in vključuje 40 metrov visok stolp z uro. Petnadstropna italijanska neorenesančna zasnova je podobna mestni hiši Lambeth v Brixtonu v Londonu, zgrajeni približno v istem času. Mestna hiša je bila prvi stalni sedež uprave in zabave v Aucklandu v zgodovini mesta, s svojo veliko dvorano (s sedeži za 1673 ljudi) po vzoru Gewandhausa v Leipzigu in velja za eno najboljših akustičnih na svetu.
Prebivalci Aucklanda so imeli mešana mnenja o stavbi po tem, ko je bila zgrajena, nekateri so jo primerjali z rezino sira ali likalnikom.
Zunanjost je zgrajena iz dveh vrst kamna; pritličje je narejeno iz temnega vulkanskega bazalta, močno rustičnega, ki je v kontrastu z bledo kamnino v zgornjih nadstropjih. Za zgornji del stavbe je bil uporabljen apnenec Oamaru z Južnega otoka. Za spodnji del se pogosto domneva, da je aucklandski bazalt, vendar je bil dejansko pripeljan iz Melbourna v Avstraliji. To je bilo verjetno zato, ker so arhitekti že imeli zgodovino pridobivanja dosledno kakovostnega kamna iz tamkajšnjih kamnolomov, pa tudi zaradi razpoložljivosti težkih parnih žag za rokovanje z razvpito težkim kamnom.
Notranjost vsebuje več variant angleških keramičnih površin – mozaična tla in stenske glazirane keramične ploščice. Polkrožna sejna dvorana je opremljena z lesenimi opaži in električnimi svetilkami v slogu Art nouveau, medtem ko so vitraži značilnost vseh glavnih prostorov. Stropi v vseh glavnih nadstropjih so okrašeni s kakovostnim ometom, Velika dvorana je najbolj dodelana. Veliko štiristransko uro v stolpu stavbe je podaril Arthur Myers (poslanec in nekdanji župan Aucklanda), orgle Velike dvorane pa sir Henry Brett. Projekt mestne hiše je zagovarjal Myers pred in med svojim županovanjem (1905–1909), eno njegovih zadnjih dejanj na položaju pa je bila postavitev temeljnega kamna.
Notranjost mestne hiše je bila v letih 1994–1997 obsežno obnovljena po ceni 33 milijonov novozelandskih dolarjev, delno zato, ker neojačana zidana konstrukcija ni ustrezala potresnim standardom. Avstralsko inženirsko podjetje Sinclair Knight Merz je pionirsko uvedlo različne tehnike za ojačitev strukture, ne da bi bistveno spremenilo značaj dediščine stavbe.
Leta 2007 so zunanjost dodatno obnovili. Številni okrasni detajli na zunanjosti so bili odstranjeni v 1950-ih zaradi potresa, apnenec Oamaru pa je bil delno poškodovan med agresivnim čiščenjem kamna. Po natančnih raziskavah in analizah so bili ti nadomeščeni z apnencem, pridobljenim iz istih nivojev kamnoloma North Otago, kjer je bil prvotni kamen. Notranja akustična zmogljivost je bila popravljena z odstranitvijo prejšnjih nepremišljenih in motečih intervencijskih ukrepov ter njihovo zamenjavo z manj vidnimi in učinkovitejšimi obdelavami. Notranja barva je bila v celoti obnovljena v prvotne barve iz edvardijanske dobe. Kompleksen fragmentiran porcelan in glazirane keramične ploščice so bile obnovljene z natančnimi, novimi namensko izdelanimi replikami v razkošnem preddverju glavnega vhoda. Prvotna preproga je bila ponovno ustvarjena (za referenco je bil majhen del izvirnika, ki je ostal v enem kotu dvorane sveta). Vitraži so bili obnovljeni in (kjer je bilo potrebno) obnovljeni, celotna stavba pa je bila neopazno protipožarno zaščitena.

### Orgle mestne hiše
Orgle mestne hiše iz leta 1911 so največji glasbeni inštrument v državi in so same po novozelandski zakonodaji zaščiten predmet. Financiral jih je nekdanji župan Aucklanda Henry Brett, oblikoval pa ga je angleški organist Edwin Lemare, izdelal pa proizvajalec orgel iz Norwicha Norman and Beard.
V letih 1969–1970 so jih obsežno preoblikovali, ko je Novo Zelandijo doseglo gibanje za reformo orgel, ki je znatno spremenilo in zmanjšalo njegovo izvirno moč iz obdobja romantike, zavrglo veliko delov izvirnika in dodalo nove, da bi ustvarilo takrat moden baročni zvok. Nastali ogroženi instrument je bil januarja 2008 razstavljen zaradi obnove in rekonstrukcije. Ponovno zgrajene orgle, ki vključujejo preostale dele izvirnika iz leta 1911, nekaj nedavno obnovljenih sestavnih delov in nove elemente, je izdelal Orgelbau Klais iz Bonna v Nemčiji. V Veliko dvorano so se vrnile konec leta 2008 in bile ponovno sestavljene kot največje (in spet najmočnejše) orgle v državi.
Mesto Auckland se je zavezalo, da bo projektu obnove zagotovilo 3 milijone novozelandskih dolarjev, preostalih 500.000 dolarjev pa je pridobilo prek zasebnega zbiranja sredstev. Restavrirane orgle so uradno razkrili 21. marca 2010 s posebej naročeno simfonijo.

### Orkester Aucklandske filharmonije
V začetku februarja 2016 se je administrativno osebje največjega novozelandskega metropolitanskega orkestra, Auckland Philharmonia, preselilo v prazne nekdanje županove pisarne, s čimer je mestna hiša Auckland, kjer orkester večinoma nastopa, postala njihov novi dom.